# Eremodromus zimini
Eremodromus zimini är en tvåvingeart som beskrevs av Pavel Lehr 1979. Eremodromus zimini ingår i släktet Eremodromus och familjen rovflugor. Inga underarter finns listade i Catalogue of Life.